# Robert Brown (acteur)
Pour les articles homonymes, voir Robert Brown et Brown.
Robert Brown est un acteur britannique, né le 23 juillet 1921 à Swanage (dans le comté de Dorset, en Angleterre), et mort le 11 novembre 2003 dans la même ville.

## Biographie
Il est célèbre pour avoir joué à quatre reprises le rôle de M, le patron de James Bond entre 1983 et 1989, M qui fut précédé par Bernard Lee et remplacé par Judi Dench, ainsi que pour son rôle de Gurth, le compagnon d'Ivanhoé (joué par Roger Moore aussi).

## Mort
Il meurt d'un cancer le 11 novembre 2003 à 82 ans.

## Filmographie partielle

### Cinéma
- 1955 : Passage Home de Roy Ward Baker
- 1955 : L'Armure noire (The Dark Avenger) de Henry Levin
- 1956 : Commando en Corée (A Hill in Korea) de Julian Amyes : O'Brien
- 1957 : La Vallée de l'or noir (Campbell's Kingdom) de Ralph Thomas
- 1957 : Kill Me Tomorrow de Terence Fisher
- 1957 : Le Redoutable Homme des neiges (The Abominable Snowman) de Val Guest
- 1958 : Passeport pour la honte (Passport to Shame) de Alvin Rakoff
- 1959 : Ben-Hur (Ben-Hur) de William Wyler
- 1960 : Un compte à régler (The Challenge) de John Gilling
- 1966 : Un million d'années avant J.C. (One Million Years B.C.) de Don Chaffey
- 1972 : Poigne de fer et séduction (Saison 1, Épisode 2) : Le Directeur de la prison
- 1972 : Les démons de l'esprit (Demons of the Mind) de Peter Sykes
- 1974 : La Chute des aigles
- 1976 : Le Message (The Message) : Otba
- 1977 : L'Espion qui m'aimait : Amiral Hargreaves
- 1977 : Jésus de Nazareth (feuilleton télévisé)
- 1978 : Les Sept Cités d'Atlantis
- 1981 : Le Lion du désert (Lion of the Desert) : Al Fadeel
- 1983 : Octopussy : M
- 1985 : Dangereusement vôtre : M
- 1987 : Tuer n'est pas jouer : M
- 1989 : Permis de tuer (Licence to Kill) de John Glen : M

### Télévision
- 1956 : Hélène de Troie
- 1958 - 1959 : Ivanhoé
- 1959 : Ben Hur
- 1959 : L'Homme invisible, épisode La Fusée
- 1963 : L'Affaire du cheval sans tête (The Horse Without a Head) (téléfilm)
- 1963 - 1964 : Le Saint
  - 1963 : (épisode : Le Saint joue avec le feu)
  - 1964 : (épisode : Le Thé miracle)
- 1964 : L'Épouvantail
- 1965 : Chapeau melon et bottes de cuir (épisode Voyage sans retour)
- 1966 : The Legend of Young Dick Turpin
- 1975 : Columbo : (épisode : Play Back (Playback)) : Arthur Midas
- 1977 : Jésus de Nazareth (mini-série) : Pharisien